# Лобња
Лобња (рус. Лобня) град је у Русији у Московској области. Према попису становништва из 2010. у граду је живело 74.350 становника.

## Становништво
Према прелиминарним подацима са пописа, у граду је 2010. живело 74.350 становника, 12.783 (20,76%) више него 2002.
| 1959.  | 1970.  | 1979.  | 1989.  | 2002.  | 2010.  |
| ------ | ------ | ------ | ------ | ------ | ------ |
| 12.249 | 30.491 | 51.811 | 60.475 | 61.567 | 74.252 |